# Pg.lost
pg.lost (prononcer "pi dgi lost" ou à l'anglaise "page lost",) est un groupe de post rock suédois, originaire de la ville de Norrköping. Ses membres reconnaissent volontiers écouter Mogwai, Godspeed You! Black Emperor ou Mono, et font référence à leur propre matériel comme à du "Swedish experimental instrumentalism" (de la musique instrumentale expérimentale suédoise).

## Biographie
Le groupe est fondé en 2004 à Norrköping, en Suède, par Mattias Bhatt, Martin Hjertstedt, Gustav Almberg et Kristian Karlsson. 
En 2005, ils auto-produisent leur premier EP, pg.lost, mais ce n'est qu'en 2006, avec leur maquette de Yes I Am qu'ils parviennent à attirer l'attention du label Black star Foundation. C'est donc avec ce label que le groupe sort, en 2007, son second EP intitulé Yes I Am.
En 2008, pg.lost publie son premier album, It's Not Me, It's You!, et en 2009 c'est au tour de In Never Out de rejoindre les bacs.
En septembre 2010, le groupe est invité à tourner en Chine par Jef Vreys, fondateur de New Noise (label indépendant et organisateur de tournées en Chine).
C'est durant cette tournée que les membres du groupe font la connaissance de Wang Wen, nom important de la scène post-rock chinoise, avec qui ils feront un album partagé 3 ans plus tard.
En avril 2012, le groupe retourne en Asie pour une seconde tournée organisée par New Noise, avec cette fois des dates hors de Chine, notamment en Corée et Malaisie.
Cette tournée est aussi un tournée promotionnelle pour leur dernier album, Key. Pour cet album, les membres de pg.lost désiraient travailler avec d'autres personnes. Ainsi, la pochette est réalisée par Valentin Maelstrom (le frère de Kristian Karlsson), l'album est mixé par Magnus Lindberg (Cult of Luna), et c'est le réalisateur Britannique Craig Murray, qui s'occupe des visuels de la tournée.
Lors de cette tournée, le groupe retrouve Wang Wen et ils décident alors de réaliser un album partagé, qui sortira en 2013 sous le label Ganjing Records.
Pour Versus, album paru en 2016, pg.lost quitte Black star Foundation au profit de Pelagic Records.
Le groupe a également tourné en Europe et en Russie.

## Membres
- Gustav Almberg - guitare, claviers
- Mattias Bhatt - guitare
- Martin Hjertstedt - batterie
- Kristian Karlsson - basse, vocalises (à ne pas confondre avec le pongiste Kristian Karlsson)